# Dalechampia weberbaueri
Dalechampia weberbaueri är en törelväxtart som beskrevs av Ferdinand Albin Pax och Käthe Hoffmann. Dalechampia weberbaueri ingår i släktet Dalechampia och familjen törelväxter.
Artens utbredningsområde är Peru. Inga underarter finns listade i Catalogue of Life.